# Ellison Wonderland
Ellison Wonderland (även utgiven med titeln Earthman, Go Home) är en novellsamling av den amerikanske författaren Harlan Ellison, utgiven 1962 av Paperback Library. Den har därefter återutgivits ett flertal gånger, däribland av Readers Union 1979 och PS Publishing 2015.
Boken samlar noveller huvudsakligen publicerade i diverse sf-, fantasy- och herrmagasin under andra hälften av 1950-talet.

## Innehåll
- "The Man on the Mushroom" (essä) (i Readers Union- och PS Publishing-utgåvorna)
- "Commuter's Problem"
- "Do-It-Yourself"
- "The Silver Corridor"
- "All the Sounds of Fear"
- "Gnomebody"
- "The Sky Is Burning"
- "Mealtime"
- "The Very Last Day of a Good Woman"
- "Battlefield"
- "Deal from the Bottom"
- "The Wind Beyond the Mountains"
- "Back to the Drawing Boards"
- "Nothing for My Noon Meal"
- "Hadj"
- "Rain, Rain, Go Away"
- "In Lonely Lands"